# Berenice (madre di Agrippa I)

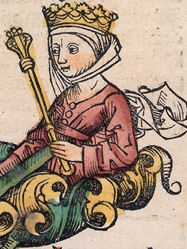
Illustrazione di Berenice all'interno delle Cronache di Norimberga (1493)

Berenice (fl. 17 a.C.-23) fu la madre del sovrano ebraico Agrippa I.

## Biografia
Berenice era la figlia di Costobaro, governatore dell'Idumea, e di Salome, sorella di Erode il Grande; lo zio di Berenice mise a morte il padre nel 28/27 a.C., con l'accusa di tentato complotto.
Nel 18/17 a.C., Berenice sposò il cugino Aristobulo, figlio di Erode il Grande e della principessa asmonea Mariamne; i due ebbero quattro figli, Agrippa (Erode Agrippa I), Erode (Erode di Calcide), Erodiade e Mariamne. I rapporti tra Aristobulo e Berenice, però, non furono buoni, in quanto il discendente della regale famiglia degli Asmonei, che aveva regnato per un secolo sulla Giudea, considerava una donna del popolo la moglie, che per di più era idumea di stirpe, e dunque appartenente ad un popolo solo recentemente convertitosi forzatamente al giudaismo. Berenice riportò questo atteggiamento alla madre Salome, il quale divenne nemica di Aristobulo e di suo fratello Alessandro; col sostegno del primo figlio di Erode, Antipatro, convinse il sovrano che i due figli asmonei complottavano contro di lui, e Alessandro e Aristobulo furono condannati a morte nel 7 a.C.
Successivamente Berenice sposò Teodio, fratello di Doride (prima moglie di Erode e madre di Antipatro), ma anche questo sposo fu coinvolto in un complotto contro Erode, organizzato da Antipatro, e fu probabilmente messo a morte nel 4 a.C.
Quello stesso anno, Erode morì. Berenice seguì Archelao, figlio ed erede di Erode, a Roma, alla corte di Augusto, dove il successore di Erode si recò con Salome e con la cognata a farsi confermare il trono. Berenice non tornò in Giudea, ma si stabilì a Roma, presso la corte imperiale, facendo crescere il figlio Agrippa insieme a Druso minore, figlio di Tiberio, e al futuro imperatore Claudio; Berenice divenne in particolare amica di Antonia minore, moglie di Druso maggiore.
Morì dopo il 23.